# Julio Catania
Julio Catania Puente (Bilbao, 28 de abril de 1921-Marbella, 8 de julio de 2002) fue un bajo español, especialista en oratorios. 

## Biografía
Julio Catania comenzó su formación musical a los 3 años, recibiendo en su infancia clases del maestro Víctor Zubizarreta, director en aquella época de la Escolanía de Santa Cecilia. A los 14 años, con el cambio de voz, ingresa en la Sociedad Coral de Bilbao, donde pronto destaca como solista, llegando a cantar la parte bajo de la Novena Sinfonía, de Beethoven. En 1952 resulta ganador de la beca Mario Lanza, con lo que se traslada a Barcelona para continuar su formación de la mano de Ana Millitch.
En noviembre de 1953 debuta profesionalmente en el Liceo de Barcelona con el papel de Angelotti en Tosca. A partir de ese momento, permanecerá vinculado a dicho teatro durante diez temporadas, interpretando diversos papeles en Los maestros cantores de Núremberg, Tannhüuser, Andrea Chénier, Don Gil de Alcalá, entre otras obras.
Al obtener una beca para continuar sus estudios en Roma y Milán, se traslada a Italia, donde comienza su carrera internacional. En Francia, Alemania e Italia su voz es especialmente apreciada para oratorios, por lo que centrará sus intervenciones en este tipo de obras, contanto en su carrera con El Mesías, La Creación, Elfas, La Pasión según San Mateo, de Bach – además de diversas cantatas de este autor –, Stabat Mater, de Rossini, La infancia de Cristo, y los Réquiem, de Verdi, Mozart y Fauré.
En España debutará en el Teatro de la Zarzuela en 1959 con el rol de Pascual en Marina. Con posterioridad intervendrá en La bohème y Los pescadores de perlas. En esta época, el maestro Manuel Parada compone para Catania el papel de bajo de su ópera La canción del mar. A partir de este momento y durante toda la década de los 60, participará en un gran número de oratorios en el Teatro Real, incluyendo varios estrenos de Ernesto Halffter. Igualmente, podrá vérsele en varias ediciones de la Semana de Música Religiosa de Cuenca, en sus ediciones de 1966, 1967 y 1968, además de en el Concierto de Música Española celebrado en las Cuevas de Nerja en 1967 donde participará con el papel de Don Quijote en El retablo de Maese Pedro de Manuel de Falla, y como solista en el Dominus Pastor Meus, de Ernesto Halffter, sobre los Salmos 22 y 116. En 1968 estrena en el Teatro de la Zarzuela la ópera Zigor del maestro Francisco Escudero.
En la segunda mitad de los años 1970 comenzará su carrera en el continente americano, comenzando por Estados Unidos, con actuaciones en Miami y Washington D. C., con la obra El retablo de maese Pedro, en el Teatro Colón de Buenos Aires con Sparafucile, y en el Teatro Colón de Bogotá, con Aída.
A partir de 1980 decide centrar su actividad profesional en España, interviniendo en los musicales Evita (junto a Paloma San Basilio y Patxi Andión entre otros), en 1980 y Jesucristo Superstar, en 1985, así como en el Teatro de la Zarzuela con obras como Madama Butterfly y Curro Vargas, de Ruperto Chapí (1984).
En el año 1994 hace una incursión en la alta comedia con Un marido ideal de Oscar Wilde en el Teatro Alcázar de Madrid, junto con María José Goyanes, Jaime Blanch, Víctor Valverde y Ana Marzoa; la obra está en cartel durante más de seis meses. Terminada la actuación en la capital, se inicia una gira de casi un año por toda España. Ese mismo año participa en el homenaje del pueblo de Madrid al insigne barítono Manuel Ausensi.
En el año 1995, estando actuando en el Teatro de Madrid de la capital de España en Madrid Gènero Lírico, se le rinde un gran homenaje durante la representación de La tabernera del puerto como reconocimiento a su brillante carrera. En dicho homenaje se le hace entrega por el alcalde de Madrid José María Álvarez del Manzano, de la Medalla de Plata de la Villa. Al terminar la representación de la obra hay un gran fin de fiesta con la actuación de grandes figuras.
En 1996 y estando actuando en el Teatro Arriaga de Bilbao, el Ayuntamiento de dicha ciudad le ofrece un homenaje muy emotivo haciéndole entrega de una escultura en bronce representando el susodicho teatro dedicada al ilustre bilbaíno por su gran trayectoria.
A partir de 1997 Julio Catania abandona los escenarios dedicándose a la docencia hasta su muerte en Marbella. Tuvo 3 hijos.

## Grabaciones de Julio Catania
- La verbena de la Paloma, dirigida por Igor Markevitch. PHILIPS 432-824-2 (Año desconocido)
- La tabernera del puerto.
- Las de Caín.
- La eterna canción, dirigida por Pablo Sorozábal. Hispavox (1965). Remasterizado por EMI 7243 5 743442 3 (2001)
- Doña Francisquita.
- La dolorosa.
- La zapaterita.
- Don Manolito, dirigida por Pablo Sorozábal. ZAFIRO S.A. ZCL1019 A (1969)
- Paseo Musical con Ricardo Vidal, una recopilación de varios singles realizada y producida por Ricardo Vidal. 2006

## Julio Catania en la prensa
- Caruso apadrinó a Julio Catania en bilbao.net
- Bilbao (Edición impresa) (enlace roto disponible en Internet Archive; véase el historial, la primera versión y la última).

- Datos: Q9016479